# Kirken mod apartheit
Kirken mod apartheit er en dansk dokumentarfilm fra 1985 instrueret af Kristian Paludan.

## Handling
Denne artikel mangler et handlingsreferat. Hjælp os med at skrive det.